# 扬子石化
中国石化扬子石油化工有限公司和中国石化集团资产经营管理有限公司扬子石化分公司统称扬子石化，成立于1983年9月，原称扬子石油化工公司，为中国石化子公司。位于南京市北部，主要生产成品油、基本有机化工原料、合成树脂、合纤原料、合成橡胶等5大类50多种产品。

## 合资企业
- 扬子石化-巴斯夫有限责任公司（扬巴公司）
- 扬子石化英力士乙酰有限责任公司（扬子英力士）
- 扬子昕特玛（英语：synthomer）化工有限公司（扬子昕特玛）
- 扬子石化林德气体有限责任公司（扬子林德）